# Saint-Simon (Aisne)
Pour les articles homonymes, voir Saint-Simon.
Saint-Simon est une commune française située dans le département de l'Aisne, en région Hauts-de-France.
Ses habitants s'appellent les Saint-Simoniens et ses habitantes les Saint-Simoniennes.

## Géographie
Village de l'ancien Vermandois, fondé sur la rive gauche de la Somme.
Au lieu-dit le Point Y débute le canal de la Somme qui termine son cours à Saint-Valery-sur-Somme. Le nom Point Y vient du fait qu'une boucle du canal de Saint-Quentin forme avec le canal de la Somme la lettre Y.

### Communes limitrophes

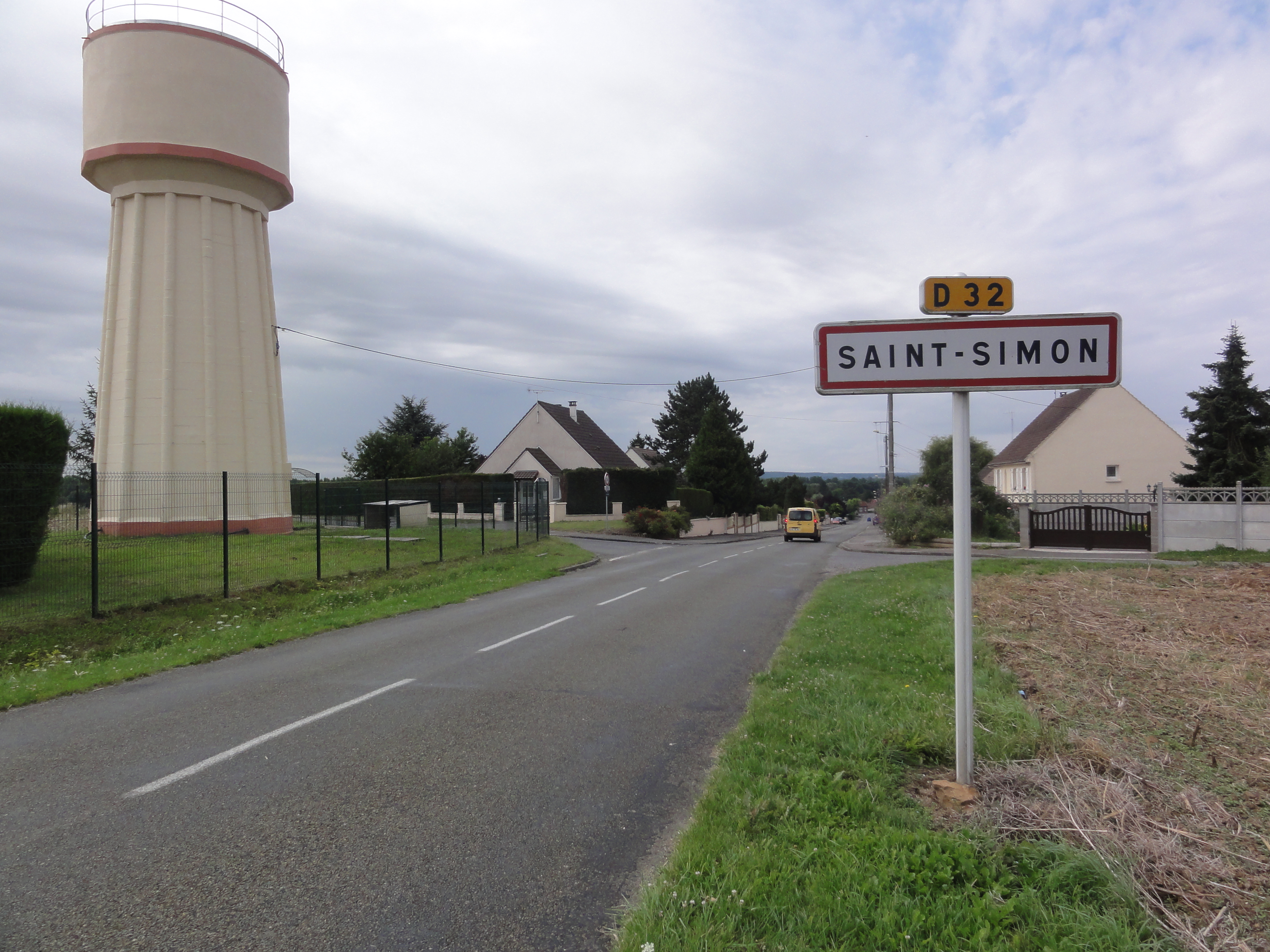
Entrée de Saint-Simon.
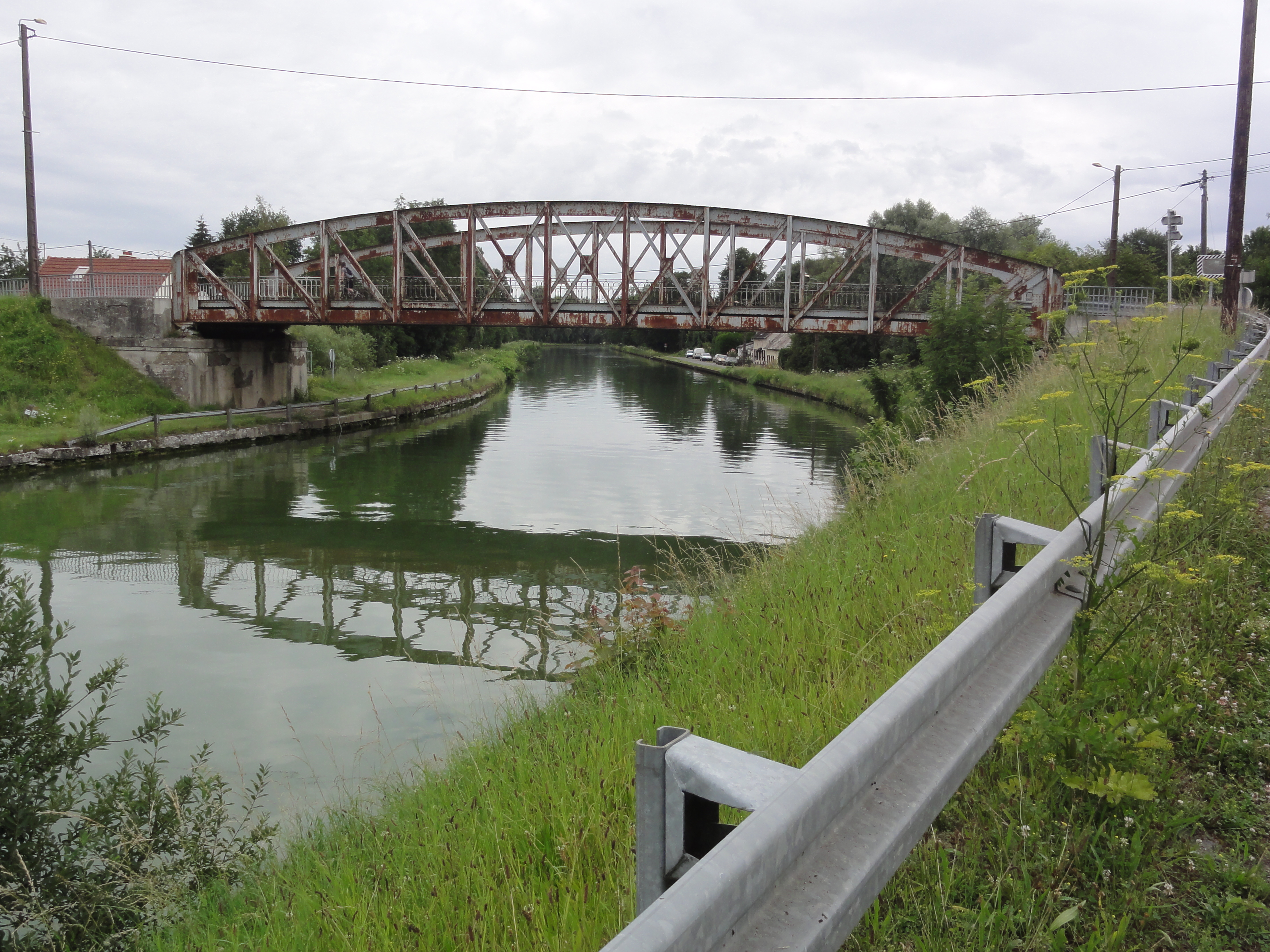
Pont sur le canal de Saint-Quentin.

### Hydrographie

#### Réseau hydrographique
La commune est située dans le bassin Artois-Picardie. Elle est drainée par la Somme la rivière, la Somme le canalisée, la Sommette, le canal de St-Quentin vers la Somme le canalisée, la Clastroise, le ruisseau de Clastres, le Saint-Simon et divers autres petits cours d'eau.
La Somme est un fleuve du nord de la France, en région Hauts-de-France, qui traverse les deux départements de l'Aisne et de la Somme. Il prend sa source dans la commune de Fonsomme et se jette  dans la Manche par la baie de Somme entre Le Crotoy et Saint-Valery-sur-Somme.
Le canal de la Somme, construit entre 1770 et 1827, et mis au gabarit Freycinet en 1880, est long 170 km. Il débute à Saint-Simon où il touche au canal de Saint-Quentin et débouche dans la baie de Somme.
La Sommette, d'une longueur de 15 km, prend sa source dans la commune de Cugny et se jette  dans la Somme à Ham, après avoir traversé huit communes.
Le canal de Saint-Quentin, long de 92,5 km, assure la jonction entre l'Oise, la Somme et l'Escaut et met en relation le Bassin parisien, le Nord de la France et la Belgique.

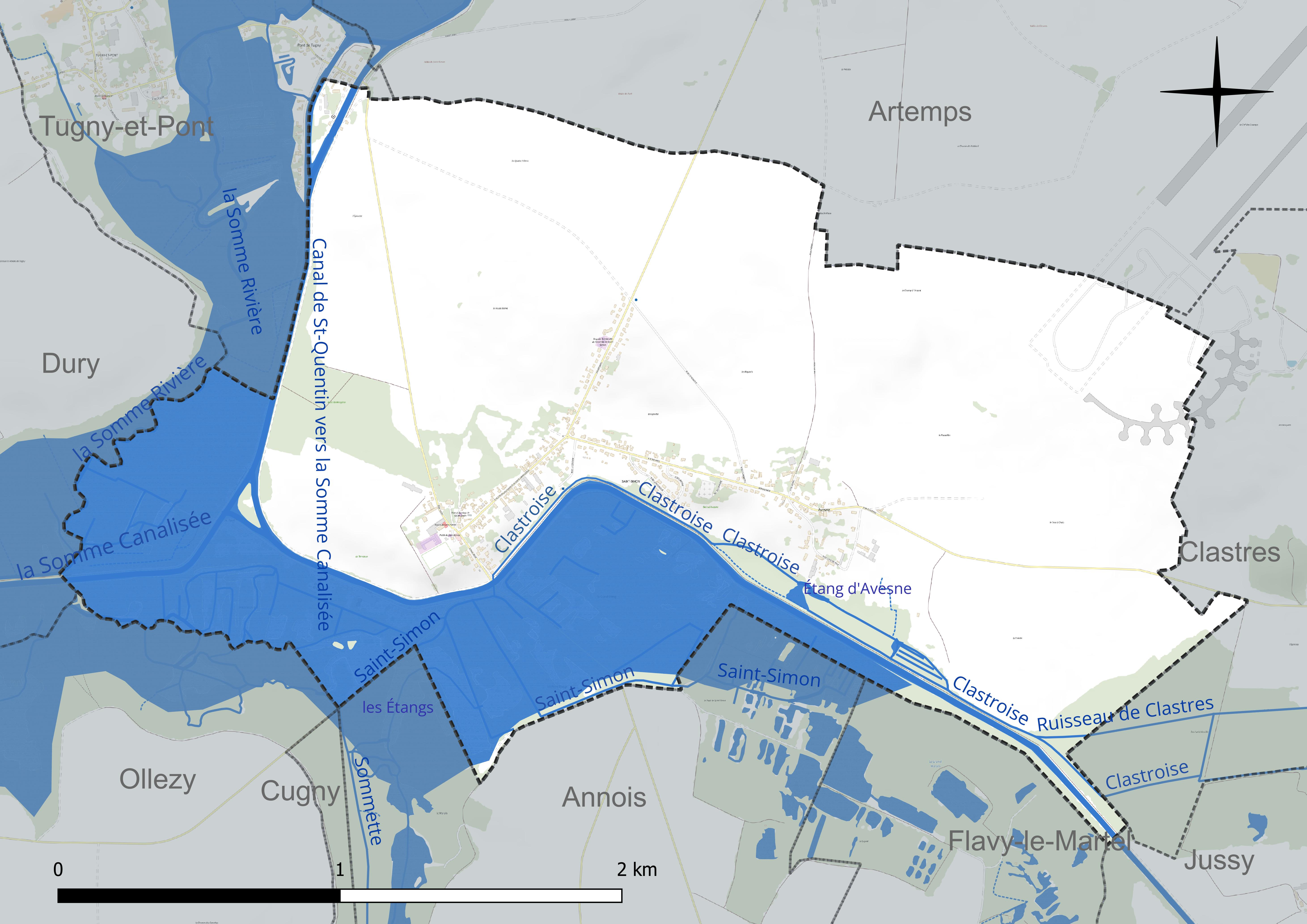
Réseau hydrographique de Saint-Simon.

Deux plans d'eau complètent le réseau hydrographique : les étangs, d'une superficie totale de 6,3 ha (3,6 ha sur la commune) et l'étang d'Avesne (0,6 ha),.

#### Gestion et qualité des eaux
Le territoire communal est couvert par le schéma d'aménagement et de gestion des eaux (SAGE) « Haute Somme ». Ce document de planification concerne un territoire de 1 798 km2 de superficie, délimité par le bassin versant de la Haute Somme est constitué d'un réseau hydrographique complexe de cours d'eau, de marais, d'étangs et de canaux. Le périmètre a été arrêté le 21 avril 2006 et le SAGE proprement dit a été approuvé le 15 juin 2017. La structure porteuse de l'élaboration et de la mise en œuvre est le syndicat mixte d'aménagement hydraulique du bassin versant de la Somme (AMEVA).
La qualité des cours d'eau peut être consultée sur un site dédié géré par les agences de l'eau et l'Agence française pour la biodiversité.

### Climat
Pour des articles plus généraux, voir Climat des Hauts-de-France et Climat de l'Aisne.
En 2010, le climat de la commune est de type climat océanique dégradé des plaines du Centre et du Nord, selon une étude du CNRS s'appuyant sur une série de données couvrant la période 1971-2000. En 2020, Météo-France publie une typologie des climats de la France métropolitaine dans laquelle la commune est dans une zone de transition entre le climat océanique et le climat océanique altéré et est dans la région climatique Nord-est du bassin Parisien, caractérisée par un ensoleillement médiocre, une pluviométrie moyenne régulièrement répartie au cours de l'année et un hiver froid (3 °C).
Pour la période 1971-2000, la température annuelle moyenne est de 10,3 °C, avec une amplitude thermique annuelle de 14,9 °C. Le cumul annuel moyen de précipitations est de 697 mm, avec 11,2 jours de précipitations en janvier et 8,9 jours en juillet. Pour la période 1991-2020, la température moyenne annuelle observée sur la station météorologique la plus proche, située sur la commune de Fontaine-lès-Clercs à 8 km à vol d'oiseau, est de 10,8 °C et le cumul annuel moyen de précipitations est de 683,4 mm,. Pour l'avenir, les paramètres climatiques de la commune estimés pour 2050 selon différents scénarios d'émission de gaz à effet de serre sont consultables sur un site dédié publié par Météo-France en novembre 2022.

## Urbanisme

### Typologie
Au 1er janvier 2024, Saint-Simon est catégorisée commune rurale à habitat dispersé, selon la nouvelle grille communale de densité à 7 niveaux définie par l'Insee en 2022.
Elle est située hors unité urbaine. Par ailleurs la commune fait partie de l'aire d'attraction de Saint-Quentin, dont elle est une commune de la couronne,. Cette aire, qui regroupe 120 communes, est catégorisée dans les aires de 50 000 à moins de 200 000 habitants,.

### Occupation des sols
L'occupation des sols de la commune, telle qu'elle ressort de la base de données européenne d'occupation biophysique des sols Corine Land Cover (CLC), est marquée par l'importance des territoires agricoles (60,1 % en 2018), une proportion identique à celle de 1990 (60,1 %). La répartition détaillée en 2018 est la suivante : 
terres arables (60,1 %), forêts (17,1 %), zones urbanisées (9,5 %), zones industrielles ou commerciales et réseaux de communication (5,2 %), eaux continentales (4,1 %), milieux à végétation arbustive et/ou herbacée (4 %).
L'évolution de l'occupation des sols de la commune et de ses infrastructures peut être observée sur les différentes représentations cartographiques du territoire : la carte de Cassini (XVIIIe siècle), la carte d'état-major (1820-1866) et les cartes ou photos aériennes de l'IGN pour la période actuelle (1950 à aujourd'hui).

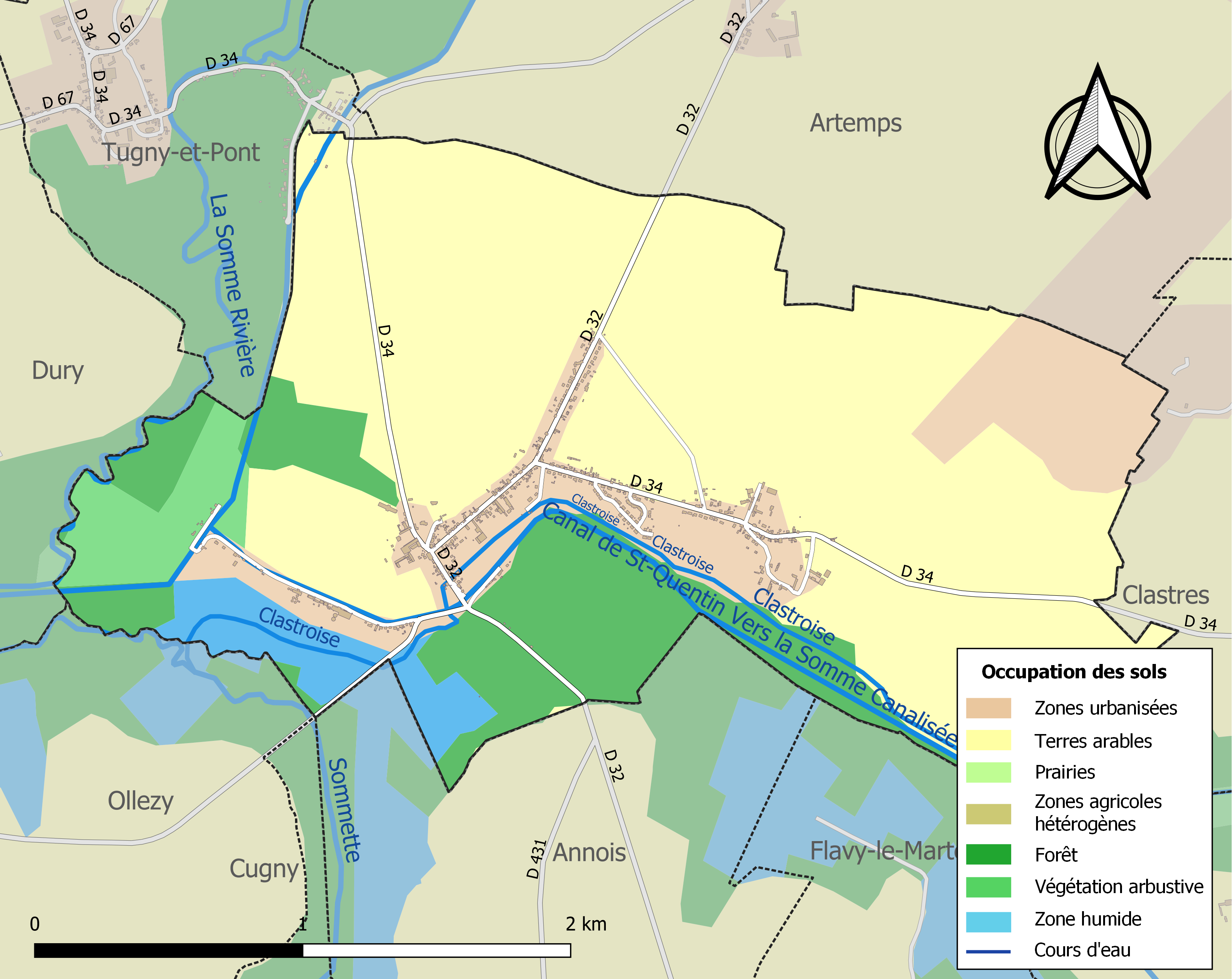
Carte de l'occupation des sols de la commune en 2018 (CLC).

## Toponymie
Le nom de la localité est attesté sous les formes Sanctus-Simon (1206) ; Calceia de Sancto-Symone (1271) ; Saint-Symon (1296) ; Sainct-Simon (1532).
Le village adopta le nom de Saint-Simon en souvenir du bienheureux Simon de Crespy mort en 1082.

## Histoire
L'emplacement où s'élève le village de Saint-Simon demeurait encore au XIe siècle inculte et couvert de broussailles, et faisait partie du territoire d'Avesne, hameau dépendant aujourd'hui de Saint-Simon.
Eudes Ier, comte de Vermandois, fit dit-on, défricher ce terrain et y construisit un château, autour duquel se fixèrent quelques habitations qui ont donné naissance au village actuel.
Le village dépendait de la seigneurie des Rouvroy, érigée en duché-pairie en 1635 par Louis XIII, au profit de son favori, Claude de Rouvroy, père du célèbre mémorialiste Louis de Rouvroy, duc de Saint-Simon
Avant la Révolution française, la société locale est divisée entre gros fermiers, propriétaires de fermes dépassant la centaine d'hectares, et ouvriers agricoles très dépendants. Ces deux classes s'affrontent lors de la décennie révolutionnaire. Un des épisodes de cet affrontement est celui de la levée en masse décrétée par la loi du 24 février 1793. Le règlement de la levée prévoyait, en cas d'insuffisance des volontaires, le recours au tirage au sort ou à l'élection pour désigner les recrues manquantes. La municipalité, élue par les ouvriers agricoles, choisit l'élection, et l'élection désigna les fils des gros propriétaires pour partir à l'armée, sorte de revanche pour les petits ouvriers.
Le village fut détruit pendant la Première Guerre mondiale.

### Circonscriptions d'Ancien Régime
Circonscriptions administratives sous l'Ancien Régime
- Intendance (1789) : Soissons
- Élection (1789) : Noyon
- Bailliage : Saint-Quentin

Circonscriptions religieuses sous l'Ancien Régime
- Diocèse : Noyon
- doyenné : Vendeuil

## Politique et administration

La communauté d'agglomération du Saint-Quentinois dans le département de l'Aisne.

### Rattachements administratifs et électoraux
La commune se trouve dans l'arrondissement de Saint-Quentin du département de l'Aisne. Pour l'élection des députés, elle fait partie de la deuxième circonscription de l'Aisne.
Elle faisait partie depuis 1801 du canton de Saint-Simon. Dans le cadre du redécoupage cantonal de 2014 en France, elle fait désormais partie du canton de Ribemont.

### Intercommunalité
La commune faisait partie de la communauté de communes du canton de Saint-Simon (C32S), créée fin 1994.
Dans le cadre des dispositions de la loi portant nouvelle organisation territoriale de la République (Loi NOTRe) du 7 août 2015, qui prévoit que les établissements publics de coopération intercommunale (EPCI) à fiscalité propre doivent avoir un minimum de 15 000 habitants (sous réserve de certaines dérogations bénéficiant aux territoires de très faible densité), le préfet de l'Aisne a adopté un nouveau schéma départemental de coopération intercommunale par arrêté du 30 mars 2016 qui prévoit notamment la fusion de la  communauté de communes du canton de Saint-Simon et de la communauté d'agglomération de Saint-Quentin, aboutissant au regroupement de 39 communes comptant 83 287 habitants.
Cette fusion est intervenue le 1er janvier 2017, et la commune est désormais membre de la communauté d'agglomération du Saint-Quentinois.

### Liste des maires
| Période                                  | Période                   | Identité                       | Étiquette | Qualité                                                   |
| ---------------------------------------- | ------------------------- | ------------------------------ | --------- | --------------------------------------------------------- |
| Les données manquantes sont à compléter. |                           |                                |           |                                                           |
| 1802                                     | 1808                      | Jean-Claude DUCLOS             |           |                                                           |
| 1808                                     | 1815                      | Guillaume DUCREUX              |           |                                                           |
| 1815                                     | 1839                      | Jean Charles François LEGRAND  |           |                                                           |
| 1839                                     | 1842                      | Médard BUTIN                   |           |                                                           |
| 1842                                     | 1877                      | Charles François HUGUES        |           |                                                           |
| 1877                                     | 1878                      | Pierre Joseph Ferdinand MAGOIS |           | Adjoint au maire                                          |
| 1878                                     | 1896                      | Louis Joseph Stanislas MASCRET |           |                                                           |
| 1896                                     | 1914                      | Édouard MAGNIER                |           |                                                           |
| 1914                                     | 1919                      | Henri MOUFLIER                 |           |                                                           |
| 1919                                     | 1945                      | Léon MAGNIER                   |           |                                                           |
| 1945                                     | 1947                      | Louis LEGRAND                  |           |                                                           |
| 1947                                     | 1952                      | Edmond Gaétan GOBINEAUX        |           |                                                           |
| 1952                                     | 1971                      | Alfred GOUT                    |           |                                                           |
| 1971                                     | 1989                      | Michel LEMOINE                 |           |                                                           |
| 1989                                     | mai 2020                  | Jean Lefèvre                   | DVD       | Retraité de l'agriculture Réélu pour le mandat 2014-2020, |
| mai 2020                                 | En cours (au 28 mai 2020) | Agnès Mauger                   |           |                                                           |

## Démographie
L'évolution du nombre d'habitants est connue à travers les recensements de la population effectués dans la commune depuis 1793. Pour les communes de moins de 10 000 habitants, une enquête de recensement portant sur toute la population est réalisée tous les cinq ans, les populations de référence des années intermédiaires étant quant à elles estimées par interpolation ou extrapolation. Pour la commune, le premier recensement exhaustif entrant dans le cadre du nouveau dispositif a été réalisé en 2006.

En 2022, la commune comptait 598 habitants, en évolution de −5,53 % par rapport à 2016 (Aisne : −1,97 %, France hors Mayotte : +2,11 %).
| 1793 | 1800 | 1806 | 1821 | 1831 | 1836 | 1841 | 1846 | 1851 |
| ---- | ---- | ---- | ---- | ---- | ---- | ---- | ---- | ---- |
| 262  | 315  | 321  | 404  | 540  | 586  | 597  | 578  | 619  |

| 1856 | 1861 | 1866 | 1872 | 1876 | 1881 | 1886 | 1891 | 1896 |
| ---- | ---- | ---- | ---- | ---- | ---- | ---- | ---- | ---- |
| 596  | 600  | 600  | 654  | 718  | 695  | 695  | 615  | 606  |

| 1901 | 1906 | 1911 | 1921 | 1926 | 1931 | 1936 | 1946 | 1954 |
| ---- | ---- | ---- | ---- | ---- | ---- | ---- | ---- | ---- |
| 556  | 583  | 572  | 377  | 438  | 527  | 512  | 495  | 559  |

| 1962 | 1968 | 1975 | 1982 | 1990 | 1999 | 2006 | 2011 | 2016 |
| ---- | ---- | ---- | ---- | ---- | ---- | ---- | ---- | ---- |
| 606  | 564  | 530  | 600  | 687  | 651  | 642  | 615  | 633  |

| 2021 | 2022 | - | - | - | - | - | - | - |
| ---- | ---- | - | - | - | - | - | - | - |
| 612  | 598  | - | - | - | - | - | - | - |

## Culture locale et patrimoine

### Lieux et monuments
- Église de la Nativité-de-la-Sainte-Vierge de Saint-Simon.
- Monument aux morts
- Base aérienne de Saint-Simon Clastres, ancienne base de desserrement de l'OTAN, située en réalité sur les communes de Clastres et Artemps, Séraucourt-le-Grand et Saint-Simon.

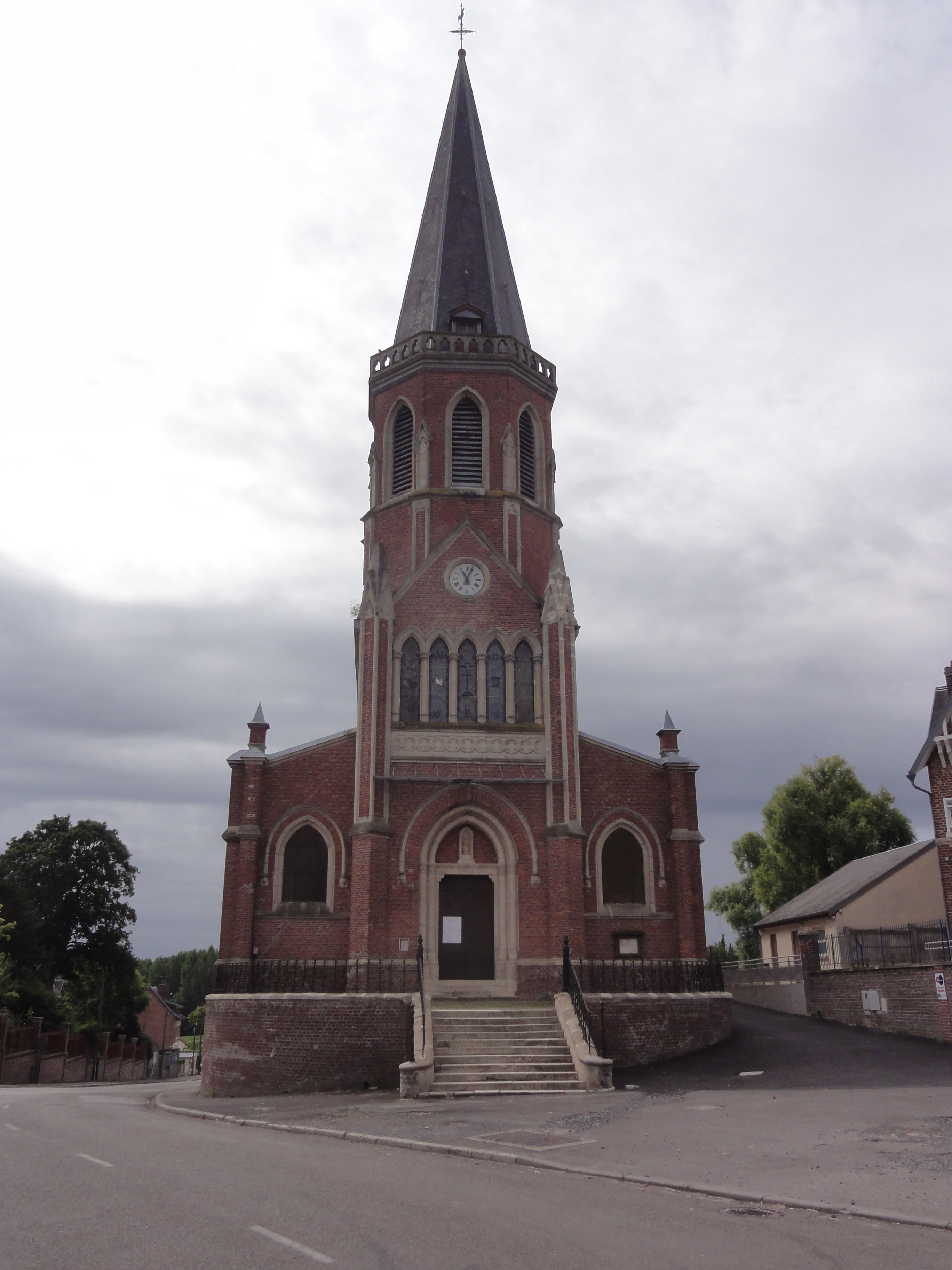
Église de la Nativité-de-la-Sainte-Vierge.
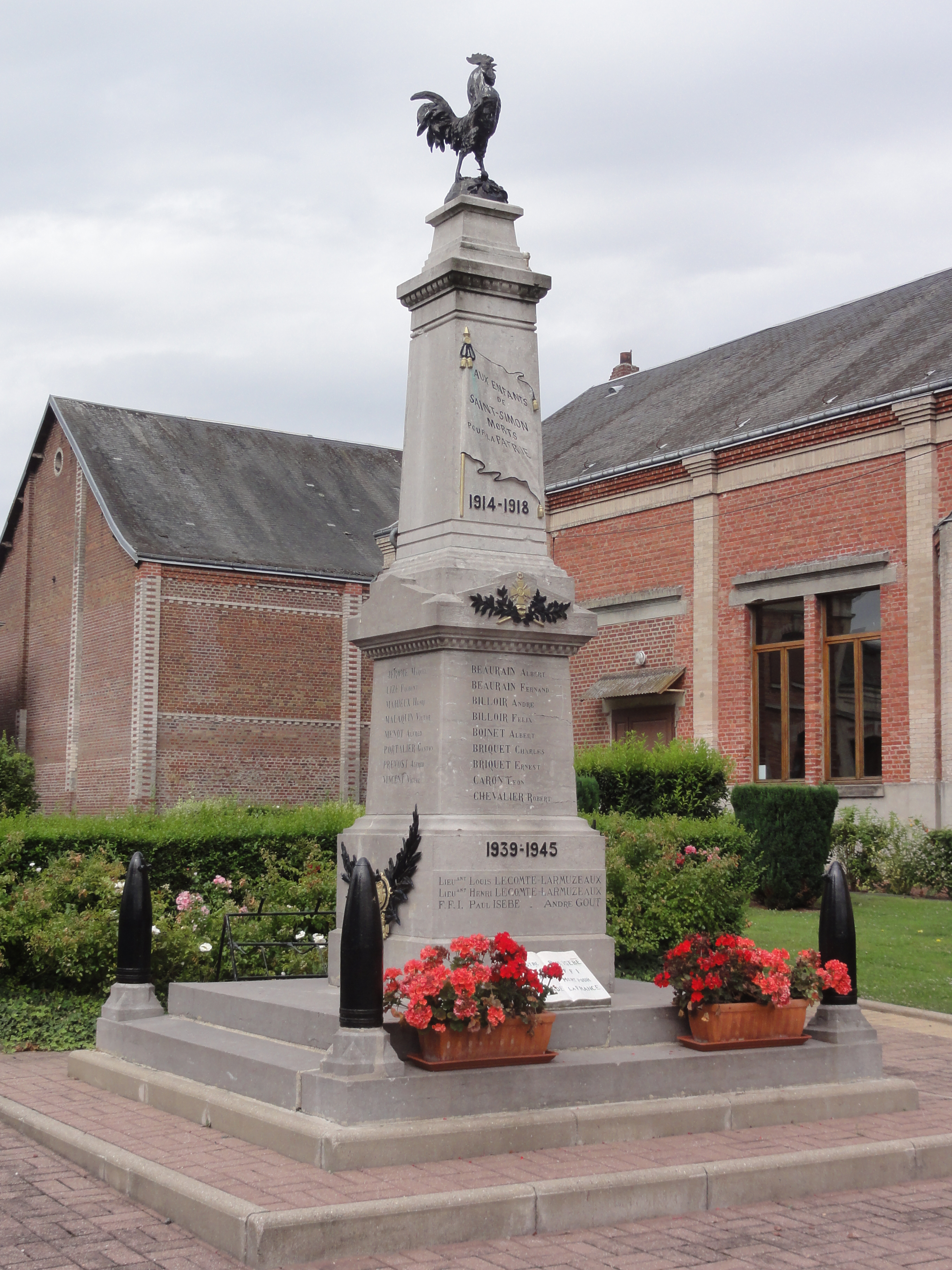
Monument aux morts.
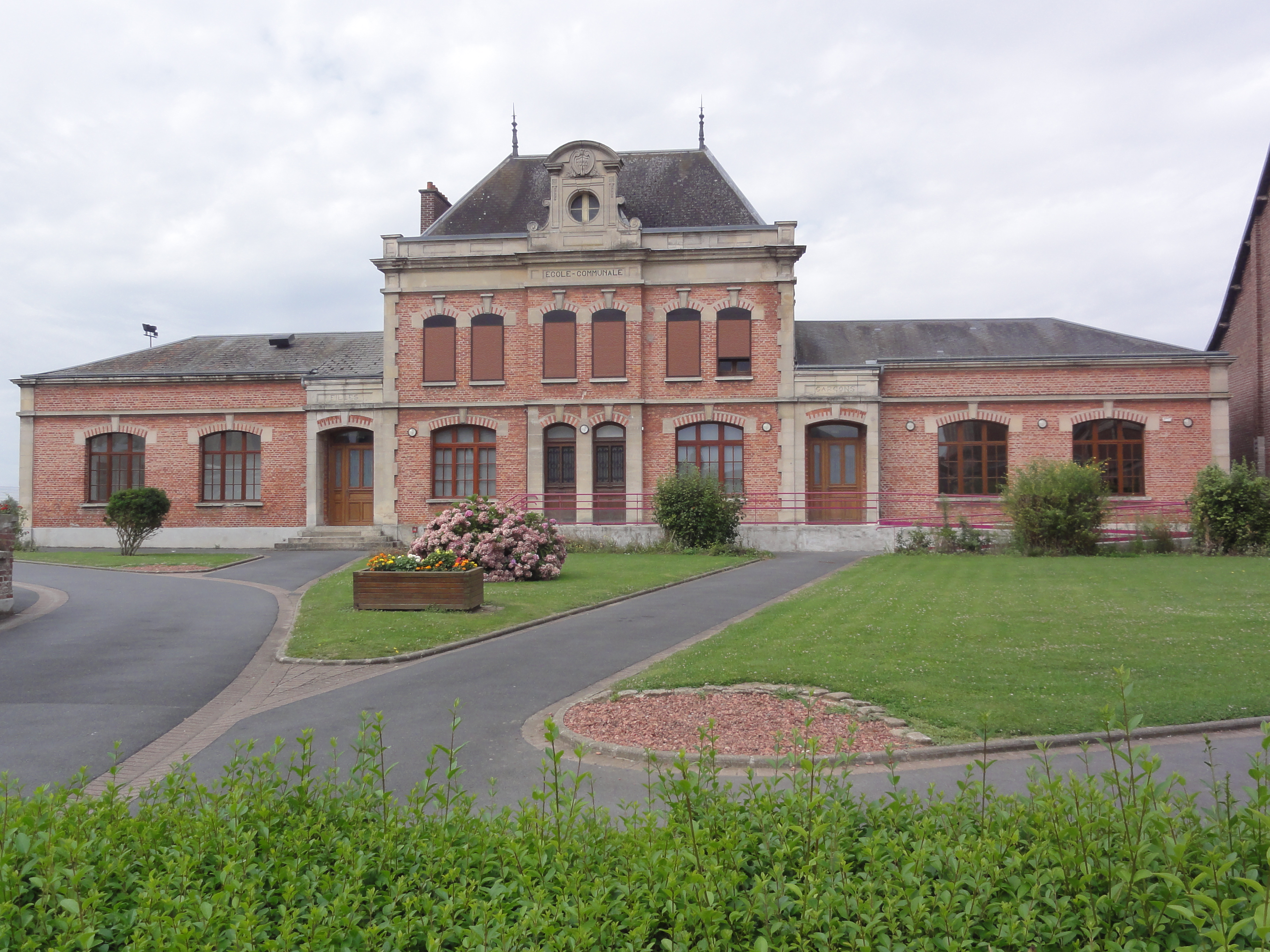
École.
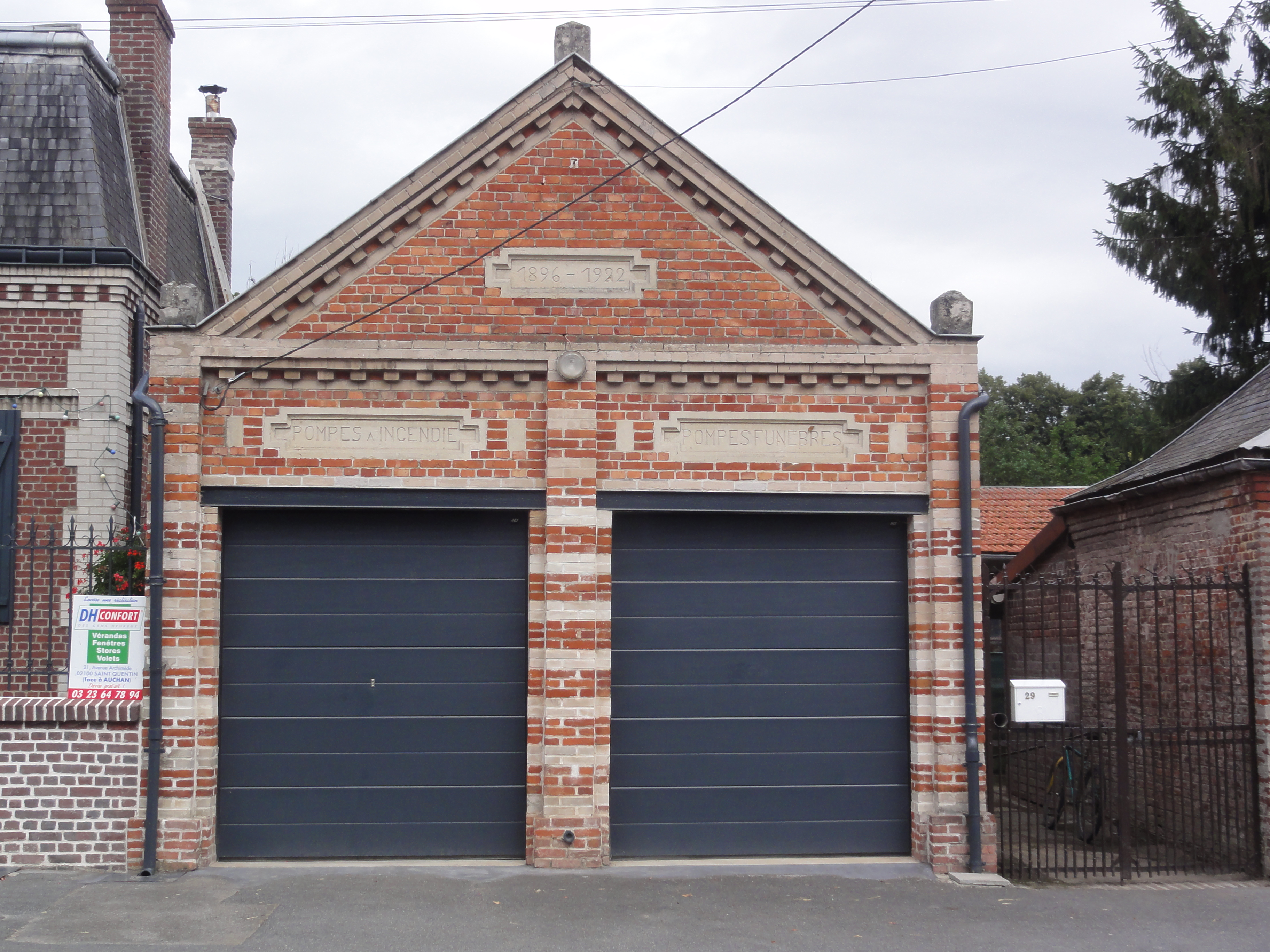
Bâtiment pompes à incendie - pompes funèbres.

### Personnalités liées à la commune
- Guillaume Ducreux, député de 1791 à 1792, mort à Saint-Simon le 9 janvier 1819[33].
- Louis de Saint-Simon, mémorialiste de la cour de Louis XIV.
- Henri de Saint-Simon, philosophe utopiste du XIXe siècle.

### Héraldique
| Blason de Saint-Simon | Blason  | De sable à la croix d'argent chargée de cinq coquilles de gueules. Ornements extérieursCroix de guerre 1914-1918                                                          |
| Blason de Saint-Simon | Détails | La commune de Montescourt-Lizerolles et des communes du département voisin de la Somme portent le même type d'armoiries. Le statut officiel du blason reste à déterminer. |

### Anecdote
Un OVNI aurait été aperçu à Saint-Simon en 1955.